# Banjo on My Knee
Banjo on My Knee (Brasil: Um Romance no Mississippi / Portugal: A Canção do Rio) é um filme norte-americano de 1936, do gênero comédia dramática, dirigido por John Cromwell e estrelado por Barbara Stanwyck e Joel McCrea.
O filme é sobre a vida no Rio Mississippi no entardecer do século XIX, com algumas canções de Jimmy McHugh e Harold Adamson e interessante fotografia do rio e seus barcos.

## Sinopse
Na noite do casamento Ernie Holley e Pearl Elliott Holley, Ernie foge apressadamente, porque pensa que matou um convidado após uma luta. Encontra abrigo em um barco sobre o Rio Mississippi, mas, em Nova Orleans, é alcançado pela esposa e o fotógrafo Warfield Scott, que não é flor que se cheire. Ernie derruba Warfield e vai embora novamente. Seu pai, Newt Hooley, chega a cidade e junta-se a Pearl e Chick Bean, um cantor azarado que se apaixonou por Pearl. Ernie retorna mais uma vez, não gosta do que vê, destrói um bar e parte de novo. Pearl decide seguir com Chick para Chicago, enquanto Ernie casa-se com Leota Long, que outrora desprezara Pearl e usa na cerimônia o quimono que Ernie dera a Pearl. Pearl volta durante uma tempestade e briga com Leota para reaver o quimono. Leota corta as cordas que prendem o barco à ilha e este vai para alto mar. Newt e Ernie, felizmente, conseguem conduzir a embarcação até um banco de areia. Lá, todos os pontos são colocados nos iis e Ernie e Holley se acertam.

## Premiações
| Patrocinador                                  | Prêmio | Categoria             | Situação |
| --------------------------------------------- | ------ | --------------------- | -------- |
| Academia de Artes e Ciências Cinematográficas | Oscar  | Melhor Mixagem de Som | Indicado |

## Elenco
| Ator/Atriz        | Personagem           |
| ----------------- | -------------------- |
| Barbara Stanwick  | Pearl Elliott Holley |
| Joel McCrea       | Ernie Holley         |
| Helen Westley     | Avó                  |
| Buddy Ebsen       | Buddy                |
| Walter Brennan    | Newt Holley          |
| Walter Catlett    | Warfield Scott       |
| Tony Martin       | Chick Bean           |
| Katherine DeMille | Leota Long           |
| Victor Kilian     | Slade                |
| Minna Gombell     | Ruby                 |
| Spencer Charters  | Juiz Tope            |
| George Humbert    | Jules                |
| Hilda Vaughn      | Gurtha               |
| Cecil Weston      | Hattie               |